# だけど…
「だけど…」は、1977年7月25日に発売された高田みづえの2枚目のシングル。

## 解説
- 前作「硝子坂」と同じく、島武実が作詞を、宇崎竜童が作曲をそれぞれ手掛けている。

- 発売1カ月でTOP10入りを果たし、最高6位まで上昇、セールスも20万枚を突破した。高田のシングルとしては歴代4位であるが、オリジナル・シングルとしては最高のセールスを記録している（上位3曲「私はピアノ」「硝子坂」「そんなヒロシに騙されて」はいずれもカバーもしくは競作）。

## 収録曲
- 全曲作詞：島武実／作曲：宇崎竜童／編曲：馬飼野康二

1. だけど… (3分19秒)
2. 流れ星 (3分2秒)